# Vancouver Royals
El Vancouver Royals fue un equipo de fútbol de Canadá que jugó en la North American Soccer League, la desaparecida primera división de Estados Unidos.

## Historia
En 1966 varios grupos de emprendedores pensaron en la idea de formar una liga de fútbol profesional en Estados Unidos. Uno de esos grupos, la United Soccer Association (USA) liderada por Jack Kent Cooke, seleccionó 12 ciudades, siendo una de ellas Vancouver, que fue comprada por el Brigadier General E.G. Eakins. La USA planeó originalmente iniciar su primera temporada en la primavera de 1968; sin embargo, su liga rival NPSL, que había asegurado sus derechos de televisión con CBS, anunció su inicio para 1967, por lo que la USA decidió iniciar su liga antes para no quedarse atrás. Sin haber asegurad contratos con los jugadores, la liga trajo a equipos de Europa, Brasil y Uruguay para representar a las ciudades. El club inglés Sunderland A.F.C. representó a los Vancouver Royal Canadians fundados en 1967.
Los Royals iniciaron la temporada de 1967 de visitantes ante el San Francisco Golden Gate Gales (representados por el equipo neerlandés ADO Den Haag) con una derrota por 1-6 el 28 de mayo de 1967, pero su partido inaugural en casa lo ganaron 4-1 al Dallas Tornado (representado por el equipo escocés Dundee United F.C.) el 7 de junio. Los Royals terminaron la temporada en quinto lugar con 3 victorias, 5 empates y 4 derrotas, teniendo un promedio de asistencias a sus partidos de local de 7,019 espectadores.
Luego de terminar la temporada de 1967, la USA se fusionó con la NPSL para formar la North American Soccer League. Como parte de los esfuerzos de la nueva liga de consolidar los equipos y ciudades, el dueño de los San Francisco Golden Gate Gales George Fleharty, consiguió la San Francisco Bay Area de los Oakland Clippers y así capturar el interés de los Vancouver Royal Canadians, que pasaron a llamarse Vancouver Royals. Originalmente se había reportado a Bobby Robson como entrenador del nuevo equipo que incluía jugadores de los Royals y de equipos de Gales. Sin embargo, Ferenc Puskás pasó a ser el entrenador de San Francisco. Robson, que luego pasaría a dirigir al Fulham F.C. en enero de 1968, finalizaría su contrato.
Los Royals terminaron la temporada de 1968 en último lugar de la Pacific Division con 12 victorias, 5 empates y 15 derrotas. Su promedio de asistencia a los partidos bajó a 6,197 espectadores. Los Royals fueron uno de los 12 equipos que desaparecieron al terminar la temporada de 1968.

## Temporadas
| Temporada | Temporada Regular | Temporada Regular | Temporada Regular | Temporada Regular | Temporada Regular | Temporada Regular | Temporada Regular | Temporada Regular | Posición | Posición | Playoffs     | Copa | Goleador    | Goleador | Goleador |
| Temporada | Liga              | J                 | G                 | E                 | P                 | GF                | GC                | Pts               | Div.     | Overall  | Playoffs     | Copa | Nombre      | Goles    |          |
| --------- | ----------------- | ----------------- | ----------------- | ----------------- | ----------------- | ----------------- | ----------------- | ----------------- | -------- | -------- | ------------ | ---- | ----------- | -------- | -------- |
| 1967      | USA               | 12                | 3                 | 5                 | 4                 | 20                | 28                | 11                | 5°       | 9°       | No clasificó | —    | George Herd | 3        |          |
| 1968      | NASL              | 32                | 12                | 15                | 5                 | 51                | 60                | 136               | 4°       | 13°      | no clasificó | —    | Henry Klein | 20       |          |

## Entrenadores
- Ian McColl (1967)
- Ferenc Puskás (1968)